# 小行星6497
小行星6497（6497 Yamasaki）是一颗围绕太阳公转的小行星。1992年10月27日，關勉在藝西天文台发现了此天体。
該小行星以日本天文學家山崎正光命名。
这颗小行星的绝对星等为121.4268630418324等。